# Charles Giaume
Charles Giaume (né le 16 avril 1925 à Nice et mort le 19 février 1994 à Caluire-et-Cuire) est un artiste peintre français.
Élève de l'école des beaux-arts de Lyon, il a travaillé à Lyon et aux îles Baléares. Il a beaucoup exposé dans la galerie Le Lutrin, à Lyon.